# 韓國燃氣公社
韓國燃氣公社（韓語：한국가스공사）是一間由大韓民國政府於1983年所創立的國營企業。

## 历史
1983年创建，是目前世界最大液化天然氣的進口商。該公社旗下有三座再氣化天然氣廠以及2,721公里長的天然氣管線。

## 外部連結
- 韓國石油公社 官方網站
- Yahoo! Finance page for 036460.KS （页面存档备份，存于）